# Anton Petzold
Anton Petzold (* 2003 in Dresden) ist ein deutscher Schauspieler und Synchronsprecher. Er wurde bekannt durch die Rolle als Rico in Rico und Oskar.

## Leben
Anton Petzold spielte im Alter von sechs Jahren seine erste Rolle am Theater Junge Generation in Dresden in Plötzlich steckt das Fest im Hals. Im folgenden Jahr war er im Stück Andorra von Max Frisch am Staatsschauspiel Dresden zu sehen. 2012 bis 2014 tourte er zur Weihnachtszeit mit dem Eurostudio Landgraf im Musical A Christmas Carol als Tiny Tim durch Süd- und Westdeutschland, Österreich und die Schweiz.
Seine erste Fernsehrolle spielte er 2013 in einer Episode der ZDF-Serie Der Kriminalist. Im Jahr danach spielte er seine erste Hauptrolle in einem Kinofilm, den Rico in Rico, Oskar und die Tieferschatten, 2014 in Rico, Oskar und das Herzgebreche sowie 2015 in Rico, Oskar und der Diebstahlstein nach den gleichnamigen Romanen von  Andreas Steinhöfel über ein ungleiches Freundespaar. Im Jahr 2017 spielte er die Rolle des Mobbingopfers Justin in Fack ju Göhte 3.
Anton Petzold lebt in Dresden. Er war 2020 Stipendiat der Proskenion-Stiftung.

## Filmografie (Auswahl)
- 2013: Der Kriminalist, Folge 61 Tod im Paradies
- 2014: Rico, Oskar und die Tieferschatten
- 2015: Rico, Oskar und das Herzgebreche
- 2015: Tierärztin Dr. Mertens, Folge 58 Zuviel von allem
- 2015, 2022: SOKO Leipzig, Folgen 292, 419 Der dunkle Feind, Mutprobe
- 2016: Rico, Oskar und der Diebstahlstein
- 2016: Die Spezialisten – Im Namen der Opfer, Folge 11 Sommermärchen
- 2017: Das Kindermädchen: Mission Mauritius, Serie der ARD[2]
- 2017: Fack ju Göhte 3
- 2017: Hit Mom – Mörderische Weihnachten, HR-Fernsehfilm[3]
- 2017: Dschermeni, Serie des ZDF/KIKA
- 2017: Der Krieg und Ich, Dokuserie der ARD, Folge 7[4]
- 2018: Das Kindermädchen: Mission Südafrika, Serie der ARD[5]
- 2018: Orangentage
- 2019: Lucie – Geheult wird nicht, Serie von RTL[6]
- 2021: Tod von Freunden, Serie des ZDF[7]
- 2021: Das Kindermädchen – Mission Kanada
- 2021: Weckschreck Miniserie KiKA Kinderkanal, ZDF
- 2022: Schlamassel Kinospielfilm
- 2022: Ouija (AT) Miniserie, France2, StarzPlay, Paramountplus
- 2022: Intimate TV-Serie, Joyn, ProSieben
- 2022: Nach uns der Rest der Welt TV-Film, SWR
- 2023: WaPo Elbe TV-Serie, ARD, MDR
- 2024: Concordia – Tödliche Utopie (Fernsehserie)

## Bühne (Auswahl)
- 2010: Plötzlich steckt das Fest im Hals, tjg Dresden, Regie: Armin Beber
- 2011–2013: Max Frisch, Andorra, Staatsschauspiel Dresden Bürgerbühne, Rolle: Judenschauer/Jemand, Regie Miriam Tscholl
- 2013/2014: Pamela Carter, Fast ganz nah, Staatsschauspiel Dresden/Werkauftrag Berliner Theatertreffen der Bundeszentrale für politische Bildung, Rolle: Jeff, Regie: Elias Perrig
- 2013/2014: Lukas Bärfuss, 220000 Seiten, Staatsschauspiel Dresden, Rolle: Wüthrich, Regie: Burkhard C. Kosminski
- 2015–2017: William Golding, Der Herr der Fliegen, Staatsschauspiel Dresden, Rollen. Percival/Schwein/Herr der Fliegen, Regie Kristo Šagor
- 2018–2020: Bertolt Brecht, Der gute Mensch von Sezuan, Staatsschauspiel Dresden, Rolle: Wang, Regie Nora Schlocker
- 2023–2024: nach Henrik Ibsen, Peer Gynt, Staatsschauspiel Dresden Bürgerbühne, Regie Johanna Praml

## Synchronsprecherrollen
- 2018: Käpt’n Sharky, Animationsfilm, Rolle: Käpt’n Sharky